# Sima Pumacocha
Sima Pumacocha – jaskinia krasowa w Peru, w Andach Środkowych.
W Sima Pumacocha występuje ciąg studni oraz płynie podziemny strumień, który tworzy liczne wodospady.